# Hořovice (nový zámek)
Nový zámek se zámeckým parkem ve městě Hořovice je původem raně barokní objekt. Zámek nechali postavit na přelomu 17. a 18. století Bruntálští z Vrbna, kteří zde sídlili šest generací (1690–1852). V roce 1852 koupil zámek hesenský kurfiřt Fridrich Vilém I. a jeho potomkům (knížata z Hanau) patřil do roku 1945. Během 18. až 20. století byl zámek upravován, poslední adaptace proběhly krátce před druhou světovou válkou. Jeho správu v současnosti zajišťuje Národní památkový ústav, zámek je přístupný veřejnosti a pořádají se na něm různé společenské akce (např. svatby). Je chráněný jako kulturní památka a národní kulturní památka Česka.

## Historie

### Zámek hrabat z Vrbna

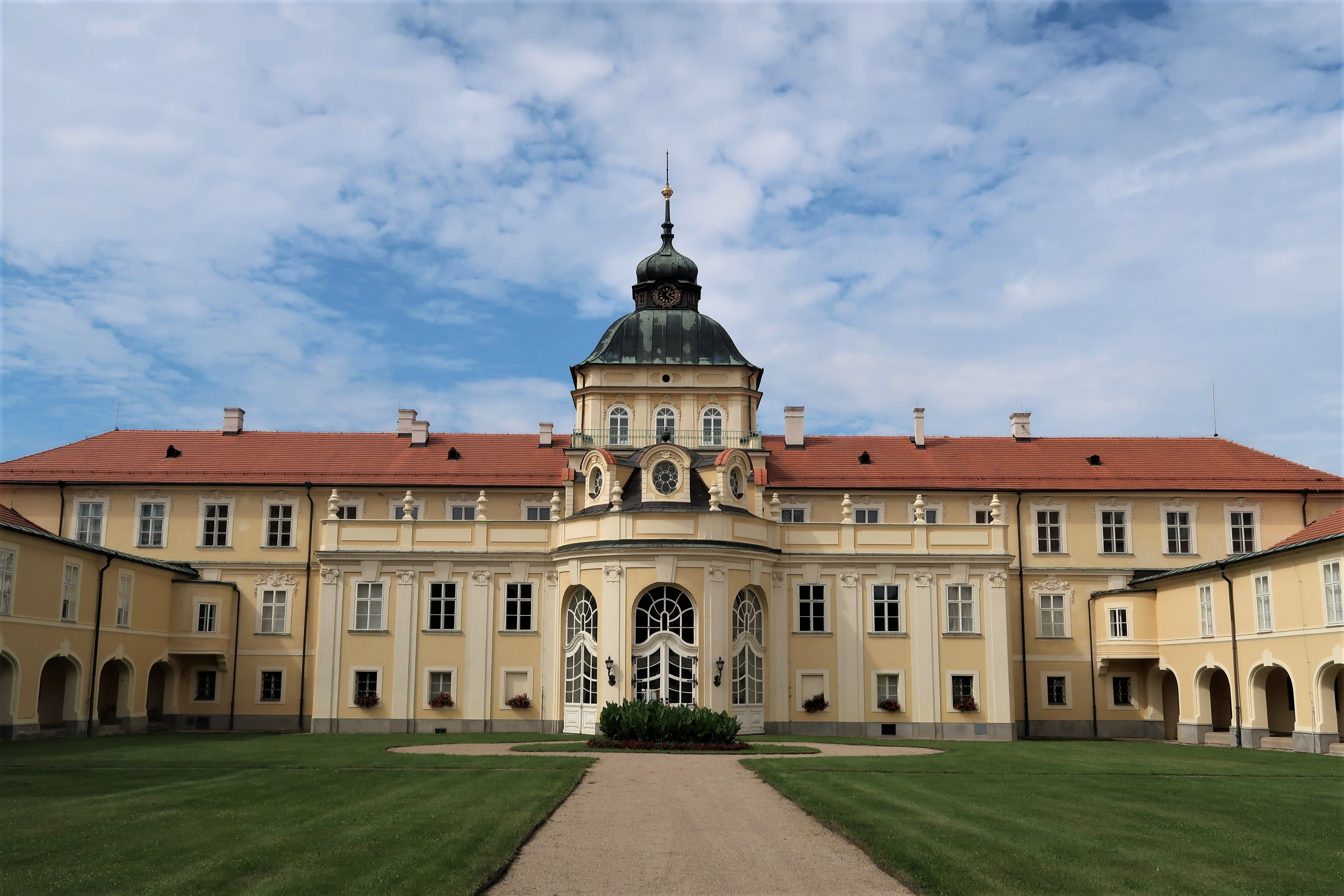
Zámek Hořovice

Během pobělohorských konfiskací získal Hořovice v roce 1622 rod Martiniců, kteří měli k dispozici řadu jiných sídel a starý hořovický zámek byl za jejich éry opuštěn, i když byl ještě několikrát stavebně upravován. Základy nového zámku položil pravděpodobně hrabě Bernard Ignác z Martinic (1614–1685), který však neměl záměr v Hořovicích sídlit, protože dlouholetým výkonem vysokých státních úřadů byl vázán k pobytu v Praze. Bernard Ignác měl dvě dcery Marii Alžbětu a Terezii Františku, s oběma se postupně oženil hrabě Jan František Bruntálský z Vrbna (1634–1705), který nakonec v roce 1690 od Terezie Františky celé panství koupil. Získal tak majetkové zázemí pro založení české větve Bruntálských z Vrbna a s ohledem na své vysoké státní úřady přistoupil hned po převzetí Hořovic k výstavbě nového zámku. Jeho podoba je zachycena v inventárním soupisu z roku 1709, který nechali pořídit synové při projednávání pozůstalosti. Tehdy se jednalo o jednopatrovou obdélnou budovu, v jejímž popisu byla zdůrazněna kaple prostupující přízemí a první patro (nacházela se v místě dnešního vstupního vestibulu). Zmiňováno bylo i vedle stojící „starší stavení“, což byla pravděpodobně budova z doby Bernarda Ignáce z Martinic. U zámku byly dvě zahrady, okrasná a užitková. 

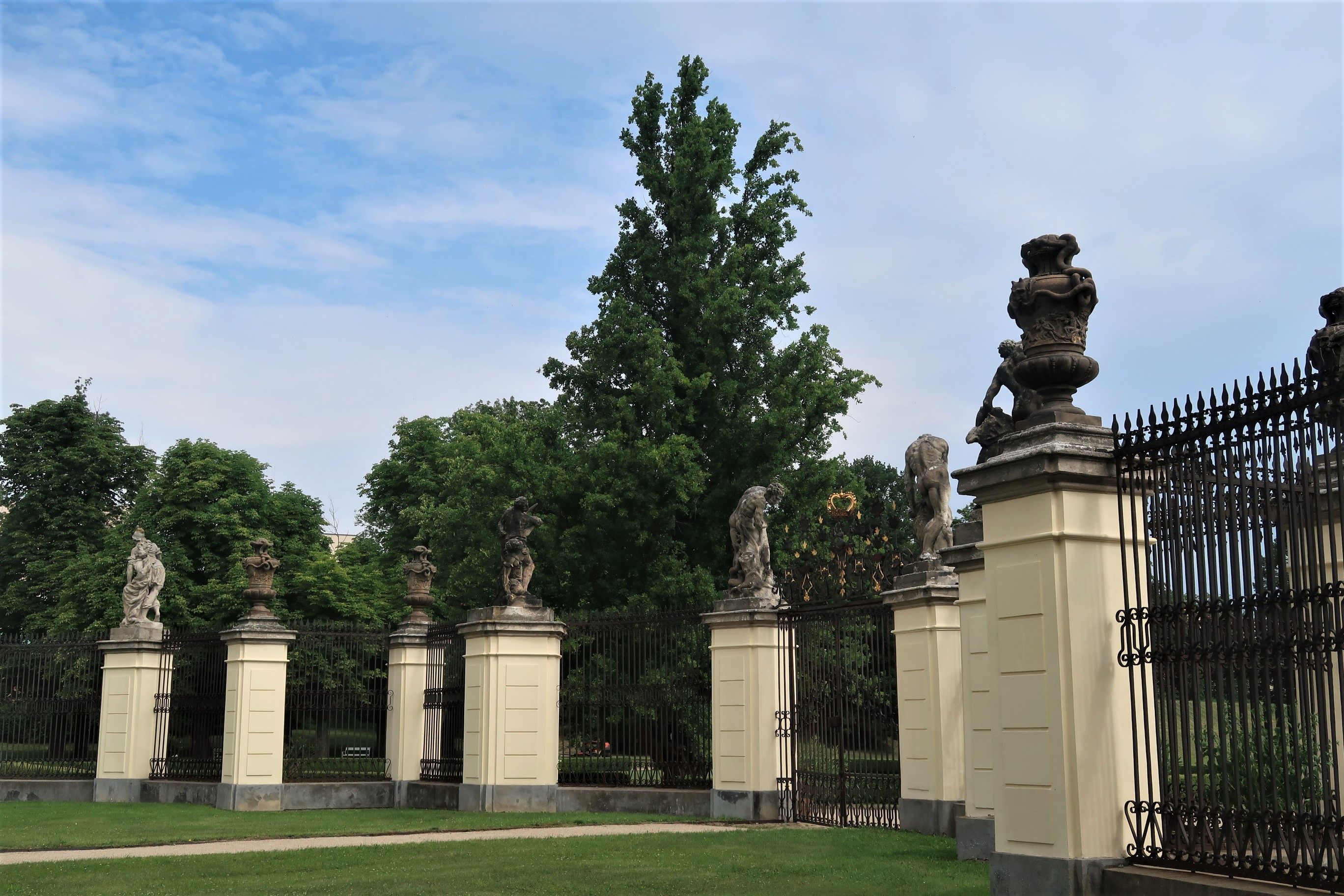
Herkulova brána se sochařskou výzdobou z dílny Matyáše Bernarda Brauna

O významu hrabat z Vrbna a možnostech ubytovacích kapacit hořovického zámku pro větší počet hostů svědčí událost z roku 1732, kdy zde na pozvání Marie Aloisie Bruntálské, rozené Kinské, pobýval císař Karel VI. celý týden a věnoval se lovu v brdských lesích. Karel VI. se v Hořovicích zastavil již v roce 1723 během své korunovační cesty do Českého království a z 10. na 11. srpna 1723 se zde setkal se svým budoucím zetěm Františkem Štěpánem Lotrinským. V té době byl majitelem zámku nezletilý Eugen Václav Bruntálský z Vrbna (1728–1789), jeho poručnicí byla matka Marie Aloisie, podruhé provdaná za Rudolfa Chotka. Ta jako poručnice majetku zahájila v roce 1737 druhou etapu výstavby zámku trvající bezmála dvacet let. K hlavní budově byla přistavěna boční křídla a zámek tak získal dispozici na půdorysu písmene H s dvěma nádvořími. Úpravy byly dokončeny přístavbou rizalitu výrazně vystupujícího z hlavní budovy, v němž byl situován slavnostní sál s rozsáhlou alegorickou freskou od Jana Ferdinanda Schora. Ten byl také projektantem nové parkové úpravy. Čestný dvůr byl od parku oddělen ohradní zdí s kovanými mřížemi a sochařskou výzdobou z dílny Matyáše Bernarda Brauna (Herkulova brána). Braunovy sochy zdobí také Sluneční bránu uzavírající jihovýchodní výjezd z parku.  
Další blíže nedatované úpravy proběhly na přelomu 18. a 19. století za Rudolfa Jana Bruntálského z Vrbna (1761–1823), který patřil k významným osobnostem císařského dvora, zajímal se o vědy a byl také zdatným podnikatelem (založil železárny v Komárově). V interiéru nechal přemístit hlavní sál do střední části hlavní budovy a na jeho místě vznikla impozantní vstupní schodišťová hala. Rudolf Jan se zasloužil také o botanické obohacení zámeckého parku a kromě toho byla vysazená lipová alej spojující zámek se Sluneční branou. Zatímco za Rudolfa Jana bylo hořovické panství prosperujícím hospodářským celkem, jeho nástupci přivedli majetek k úpadku a vysoké zadlužení vedlo nakonec v roce 1852 k prodeji. Ještě za předposledního Bruntálského Eugena Dominika (1786–1848) došlo nicméně k dalším adaptacím ve stylu empíru. V roce 1839 byly sneseny válcovité věže na koncích bočních křídel a místo nich byly postaveny čtvercové pavilóny.

### Zámek knížat Hanavských

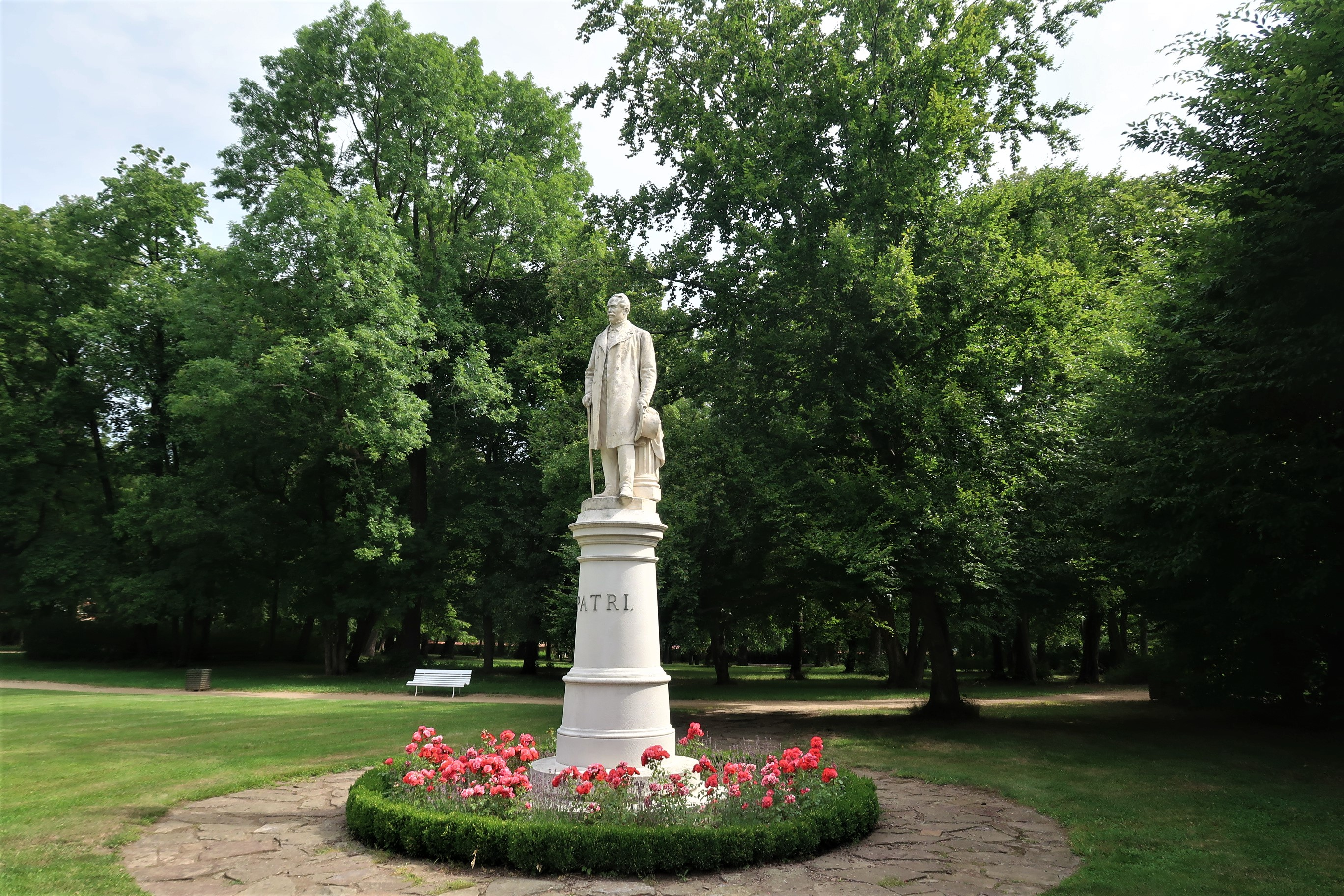
Socha hesenského kurfiřta Fridricha Viléma I. v zámeckém parku

Posledním majitelem z rodu Bruntálských z Vrbna byl hrabě Dominik (1811–1876), který zdědil panství v roce 1848 po otci. Neúnosné zadlužení nedlouho poté vedlo k vynucenému prodeji, hrabě Dominik dal také pokyn k likvidaci vzácného a bohatého rodinného archivu, díky tomu jsou dnes jen těžko doložitelné stavební úpravy zámku z éry Vrbnů. V roce 1852 koupil Hořovice za dva a půl miliónu zlatých hesensko-kasselský kurfiřt Fridrich Vilém I. (1802–1879). Cílem bylo vytvořit majetkové zázemí pro jeho morganatickou manželku Gertrudu Faklensteinovou (1803–1882), která byla měšťanského původu, od svého manžela ale získala titul hraběnky ze Schaumburgu (1831) a později kněžny z Hanau (1853). Po zakoupení Hořovic byl jejich potomstvu v Rakousku potvrzen titul knížat z Hanau a Hořovic (Hanavští). Fridrich Vilém I. podporoval v Německu prohabsburskou politiku a po prusko-rakouské válce v roce 1866 bylo Hesensko anektováno Pruskem. Fridrich Vilém pak s rodinou pobýval v Praze a také v Hořovicích. Již v roce 1856 byly zahájeny další stavební úpravy podle projektu hesenského dvorního architekta Gottloba Engelhardta. Hlavní práce ve stylu pozdního klasicismu probíhaly v letech 1859–1861, kdy byla o druhé patro zvýšena hlavní budova, nad níž byla postavena ještě o patro vyšší věž. Teprve zbořením sousedního pivovaru a přestavbou severovýchodního křídla bylo v roce 1868 dosaženo zcela symetrického půdorysu zámku v dnešní podobě. Protože rodina hesenského kurfiřta byla protestantského vyznání, byla zrušena velká kaple v hlavní budově a na jejím místě vznikl nový slavnostní sál. Nová kaple v mnohem menších rozměrech vznikla později v severozápadním křídle. Ze svých českých statků zřídil Fridrich Vilém fideikomis, k němuž kromě Hořovic patřily statky Jince a Komárov. Koncem 19. století patřilo k velkostatku 11 810 hektarů půdy a tuto rozlohu si udržel do pozemkové reformy.
Po smrti Fridricha Viléma I. se ve vlastnictví Hořovic vystřídalo postupně pět jeho synů, kteří již na zámku žili trvale. Do podoby zámku znovu zasáhl kníže Vilém z Hanau (1836–1902), který byl jeho majitelem od roku 1889. Ten přizval tehdy módního rakouského architekta Otto Hiesera, který navrhl novobarokní úpravy interiérů a fasád. Zásadní proměnou prošla boční křídla v částech směřujících do čestného dvora. Vznikly zde přístavby arkádových zasklených chodeb s litinovými prvky z komárovských železáren. Kníže Vilém nechal v zámeckém parku také umístit sochu svého otce od rakouského sochaře Heinricha Nattera. Tento vídeňský sochař je i autorem hesenských lvů u hlavního vchodu do zámku, držících erby původních majitelů a pocházejících z roku 1890. 

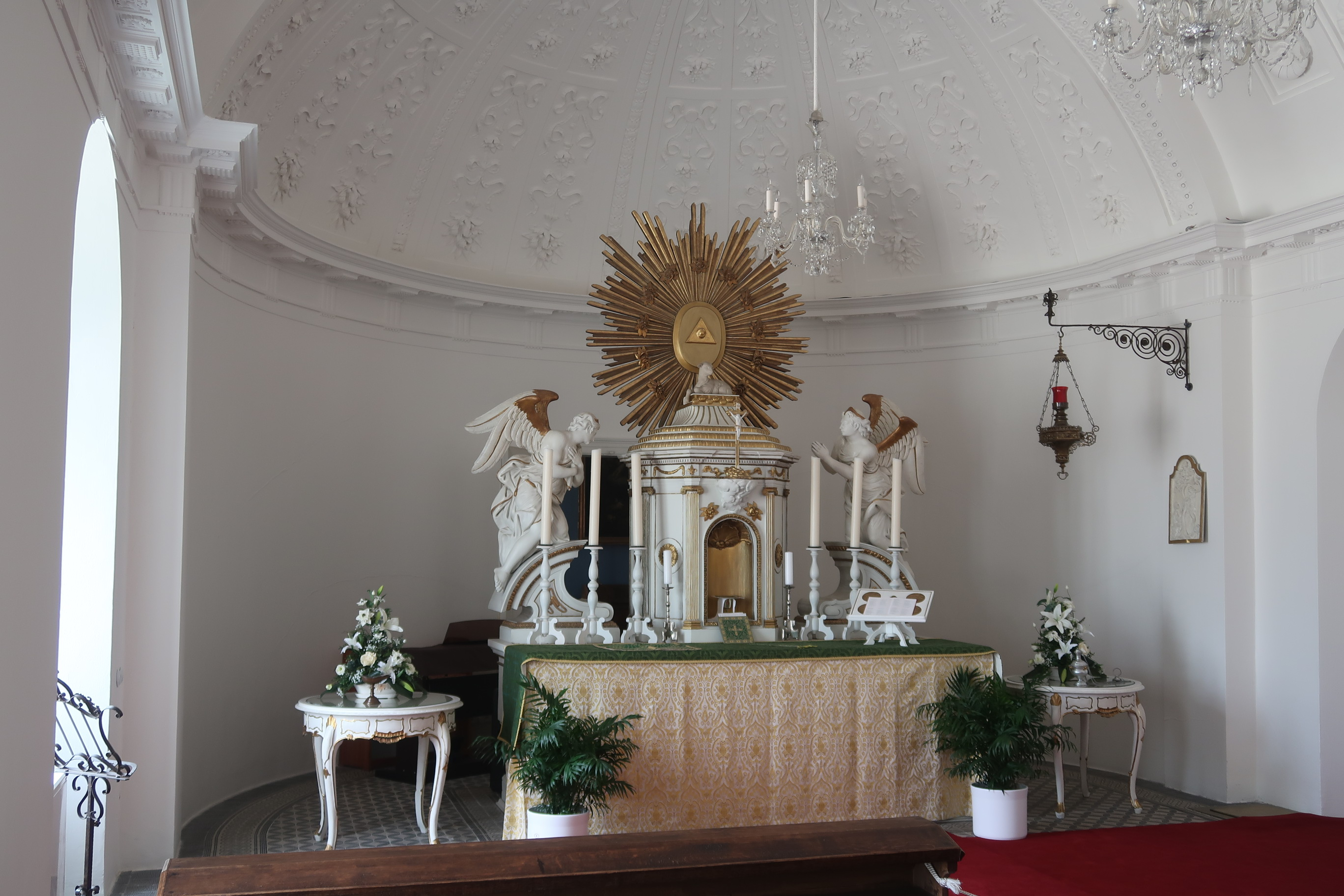
Zámecká kaple v severovýchodním křídle zámku

Rod knížat z Hanau v přímé linii vymřel v roce 1917 a zámek s velkostatkem připadl státu, na konci první světové války zde byl maďarský zajatecký tábor. O dědictví se ale přihlásil hrabě Heinrich Schaumburg (1900–1971), pravnuk Fridricha Viléma I., který v roce 1921 vyhrál soudní spor s Československou republikou a velkostatek převzal. Vzápětí musel čelit problémům s probíhající pozemkovou reformou. K velkostatku patřilo přes 11 000 hektarů půdy a pozemková reforma zde měla specifický charakter, protože o rozsáhlé lesy v Brdech mělo zájem Ministerstvo obrany s cílem zřídit vojenskou střelnici. Hrabě Schaumburg se znovu několikrát soudil s Československou republikou a získal dokonce výrazné slevy na daních, nakonec ale brdské lesy vláda získala a v roce 1926 byl zřízen vojenský prostor.
Za hraběte Heinricha Schaumburga došlo znovu ke stavebním úpravám zámku i adaptacím v interiérech za účasti německého architekta Ernsta Haigera. Novoklasicistní podobu získal hlavní sál, upraveny byly také další místnosti (Oválná knihovna), hrabě Schaumburg s rodinou ale obýval už jen část zámku, velká část prostor byla pronajata. Posledním zásahem do vnější podoby zámku bylo zazdění prosklených arkádových chodeb v čestném dvoře v roce 1937. Hrabě Schaumburg za druhé světové války narukoval do Wehrmachtu, padl do zajetí v severní Africe a do Hořovic se už nevrátil. Jeho manželka Marie Terezie, rozená hraběnka Fuggerová (1899–1994), žila v Hořovicích se čtyřmi dětmi do roku 1945, na konci války byla v zámku držena v domácím vězení. Po prokázání rakouské státní příslušnosti jí bylo umožněno odcestovat do Rakouska. 

## Novodobá historie
Zámek několik měsíců sloužil jako tábor pro zajaté vojáky z italské fronty. V červnu 1945 zde sídlil štáb Rudé armády. Poté v krátké době došlo k vyrabování. Po druhé světové válce byl zámek na základě Benešových dekretů znárodněn. Jako objekt výjimečných uměleckých a historických hodnost byl převzat do státní správy (Národní kulturní komise) a určen ke kulturnímu využití. Prostory zámku si ale nárokovala i řada dalších institucí, takže zde byla umístěna pošta, depozitáře archivu nebo průmyslová škola. V roce 1954 byl zámek částečně zpřístupněn s muzejní expozicí, ale o dvacet let později byl kvůli havarijnímu stavu uzavřen. Následovala dlouhodobá rekonstrukce a od roku 1985 byly postupně znovu zpřístupňovány prostory s různě zaměřenými tematickými výstavami. V roce 1989 byl pro veřejnost otevřen hlavní sál, tehdy pod názvem Slavíkův (podle houslisty Josefa Slavíka, rodáka z nedalekých Jinců). V roce 2002 byl zámek vyhlášen národní kulturní památkou. Nyní je zámek ve správě Národního památkového ústavu a je zpřístupněný veřejnosti, pro návštěvníky nabízí tři prohlídkové okruhy (Reprezentační prostory, Soukromá apartmá, Hry a hračky malých aristokratů).
| Rok  | Počet návštěvníků |
| ---- | ----------------- |
| 2015 | 21 793            |
| 2016 | 15 437            |
| 2017 | 15 383            |

## Ve filmu
V roce 1946 se v exteriérech zámku natáčel film Housle a sen režiséra Václava Kršky s Jaromírem Spalem v hlavní roli. Jednalo se o životopisný snímek o houslistovi Josefu Slavíkovi (1806–1833), který svou uměleckou kariéru zahájil díky podpoře Eugena z Vrbna a v Hořovicích skutečně pobýval.
- 2. díl (Léto s Venuší) seriálu Ve znamení Merkura (1978, režie František Filip)

## Galerie

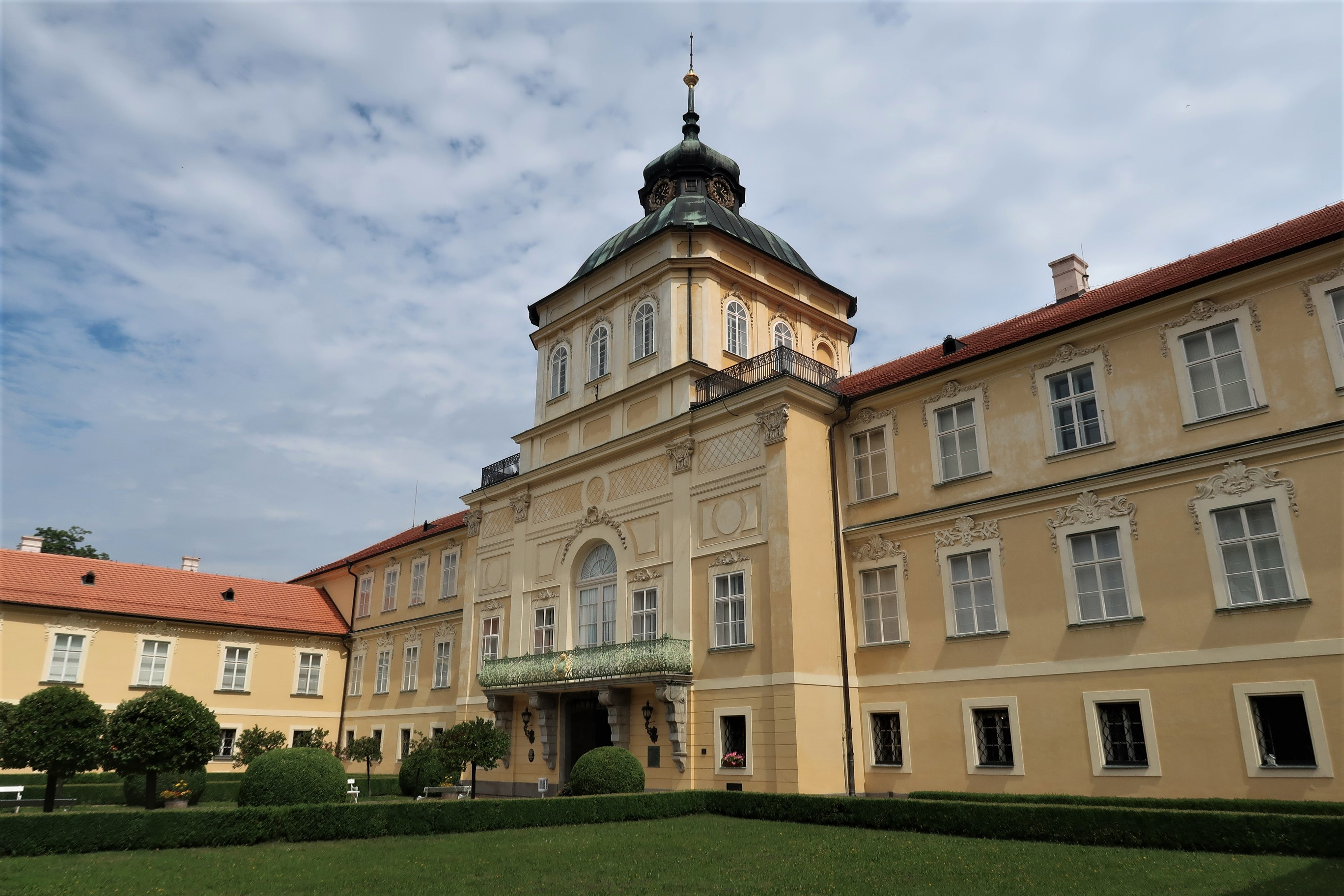
Hlavní průčelí zámku pohledem z Vrbnovské ulice
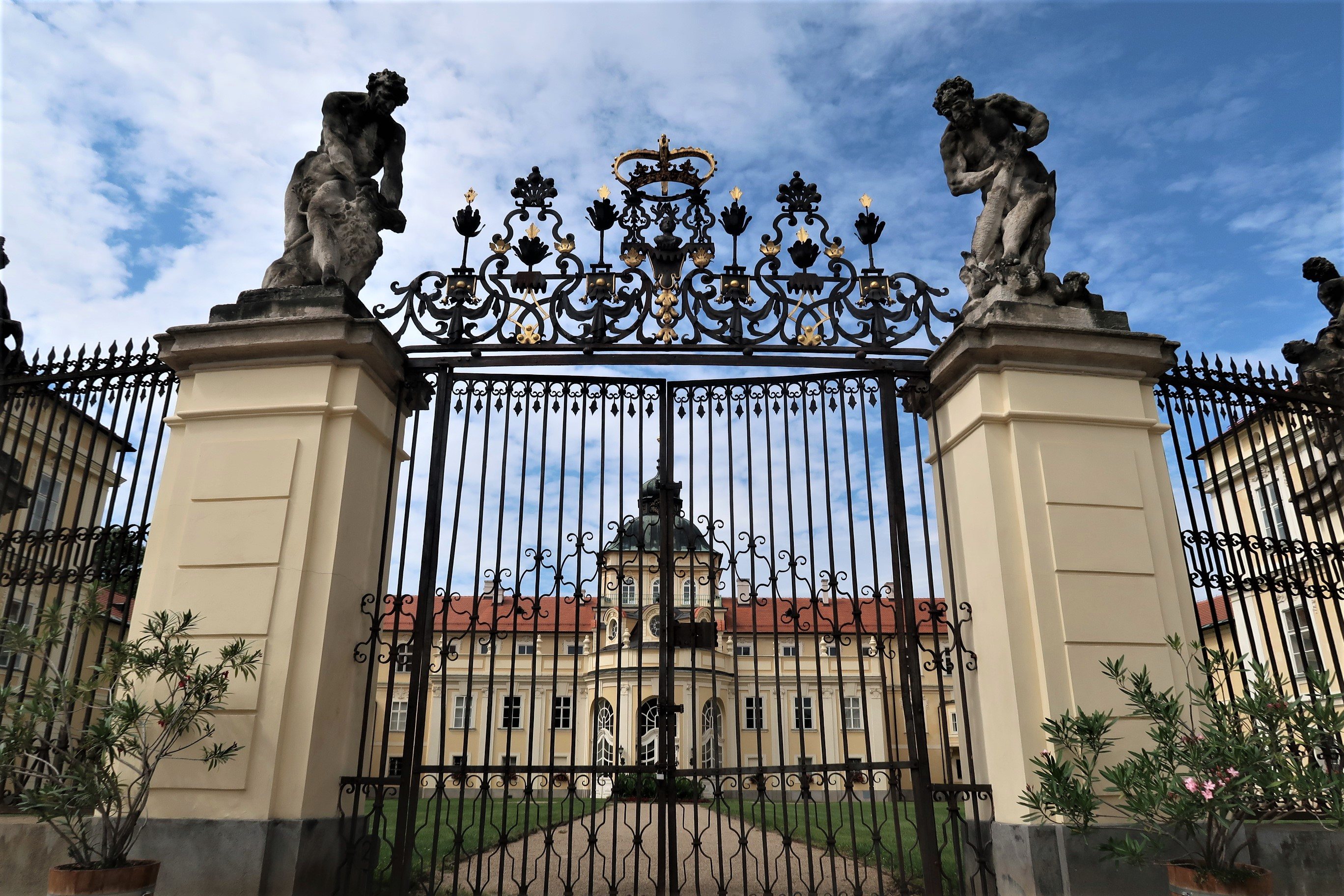
Herkulova brána mezi čestným dvorem a parkem
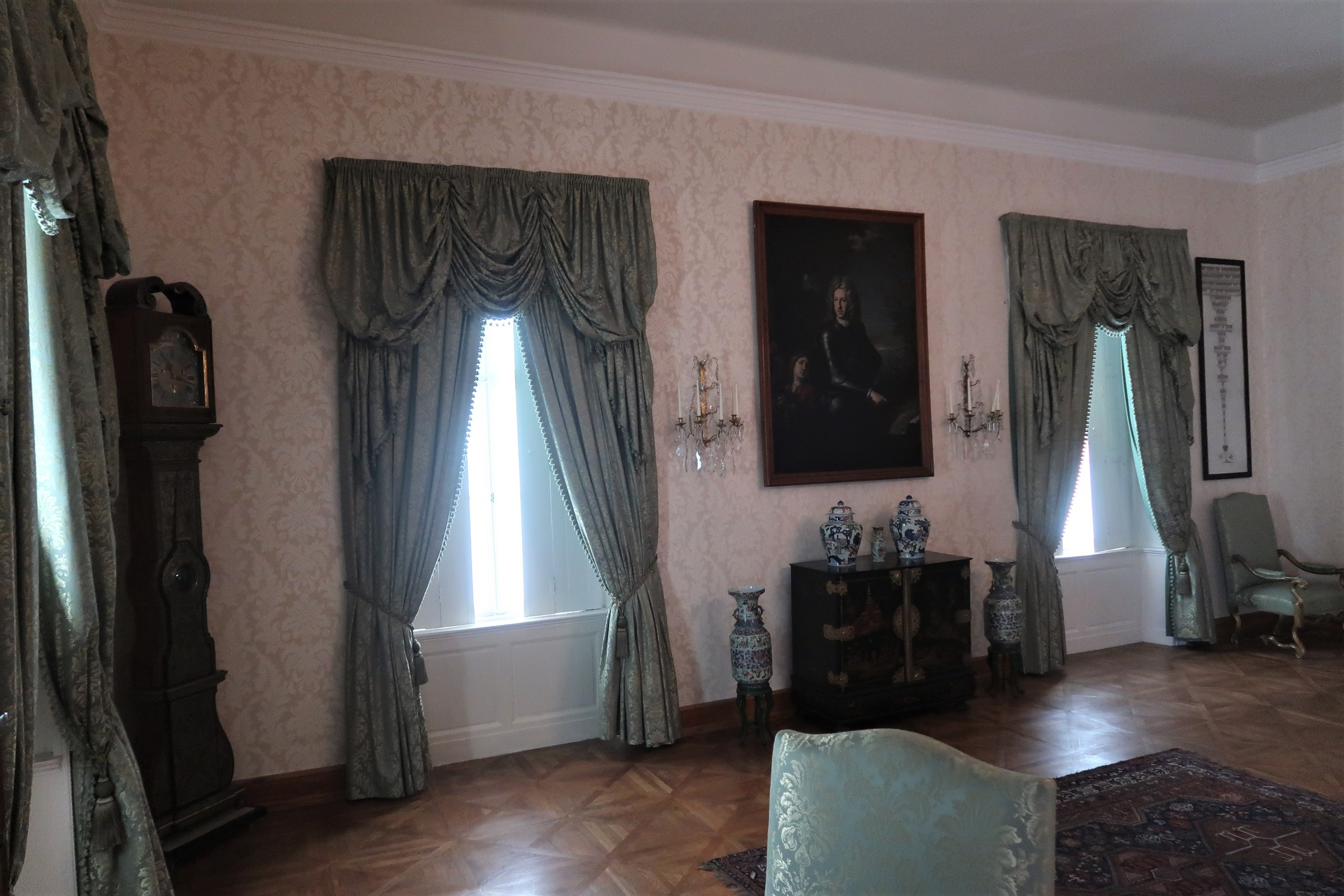
Habsburský salón s portrétem prince Evžena Savojského
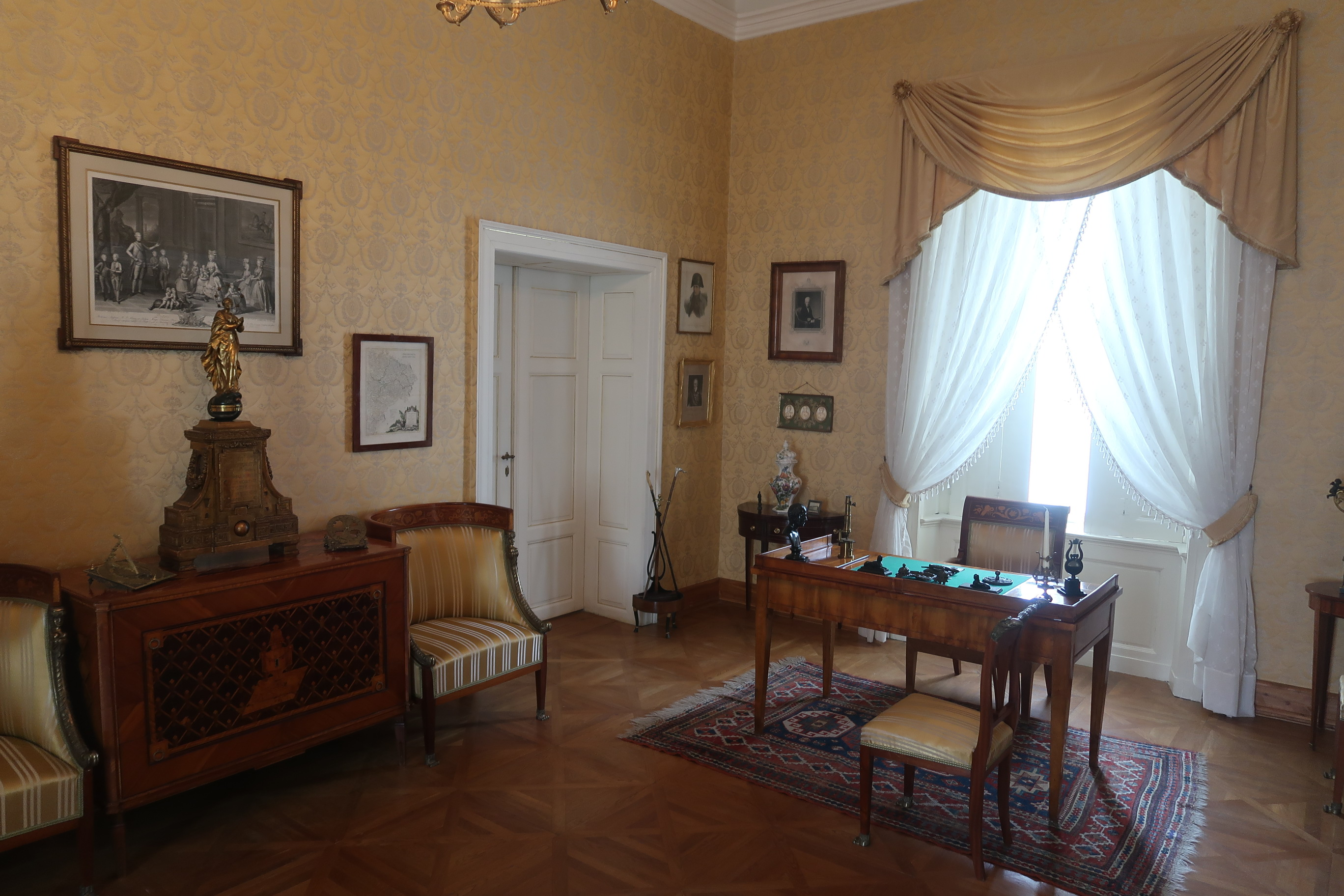
Pracovna hraběte Rudolfa Jana z Vrbna
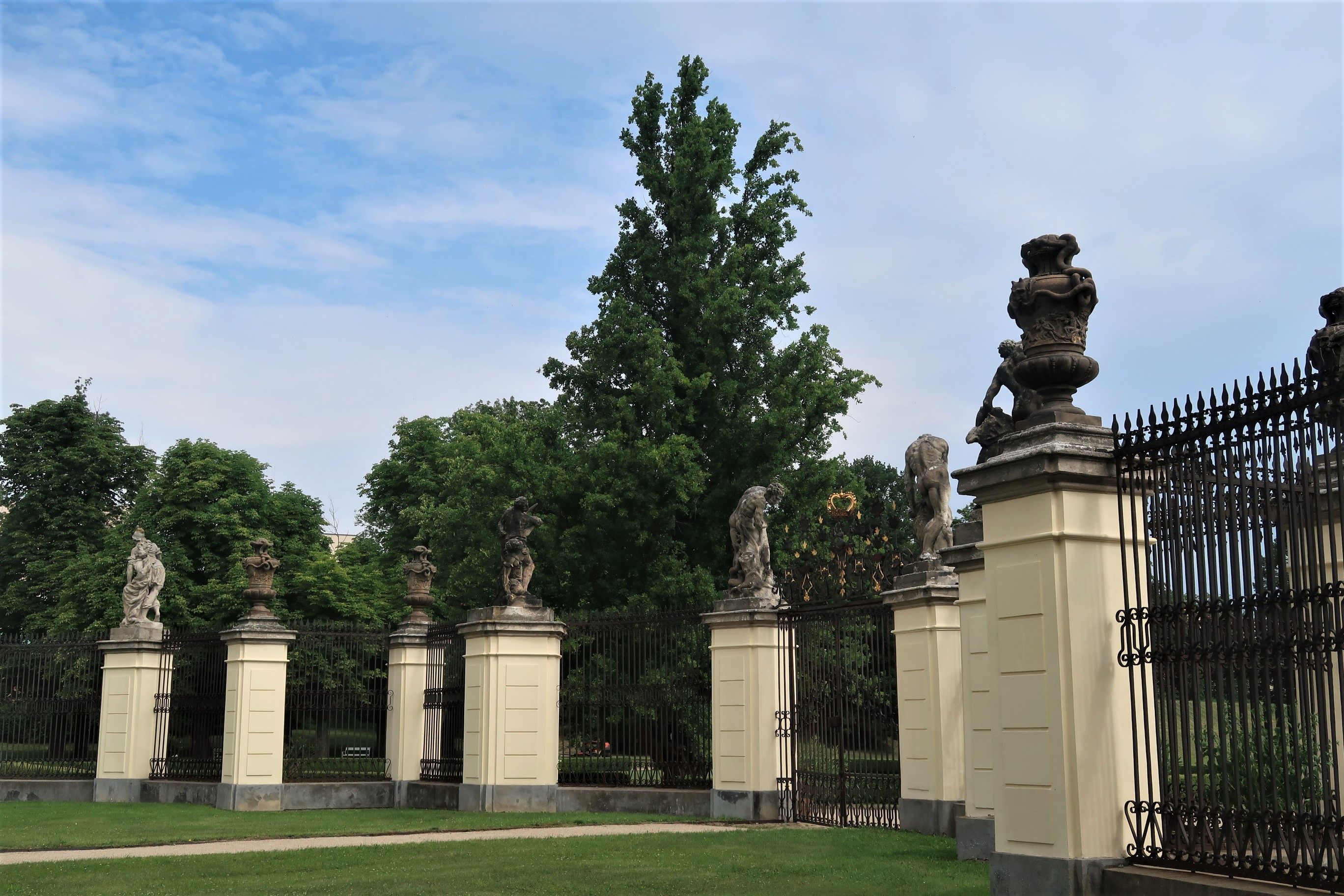
Herkulova brána se sochařskou výzdobou z dílny Matyáše Bernarda Brauna
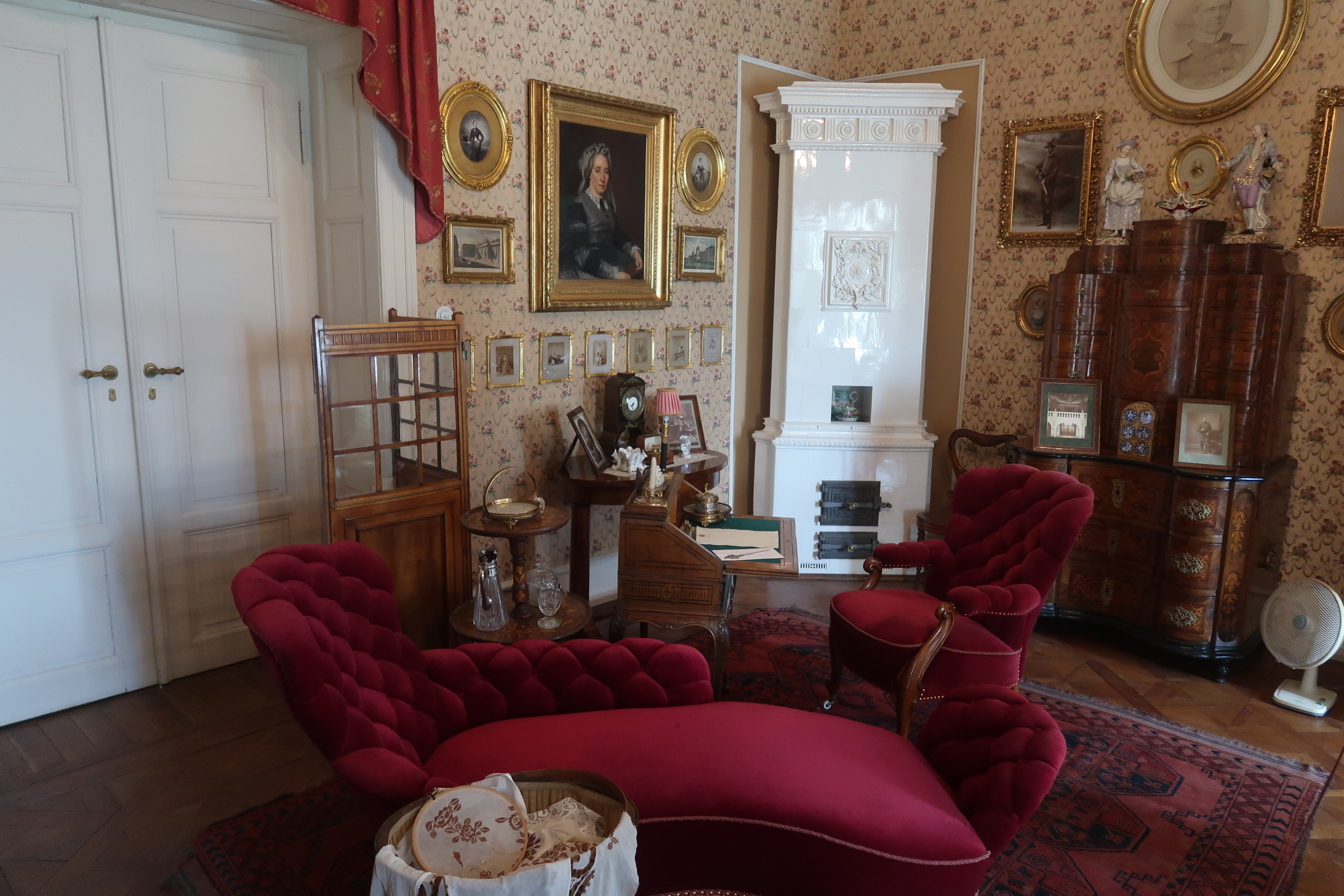
Apartmá kněžny Gertrudy z Hanau
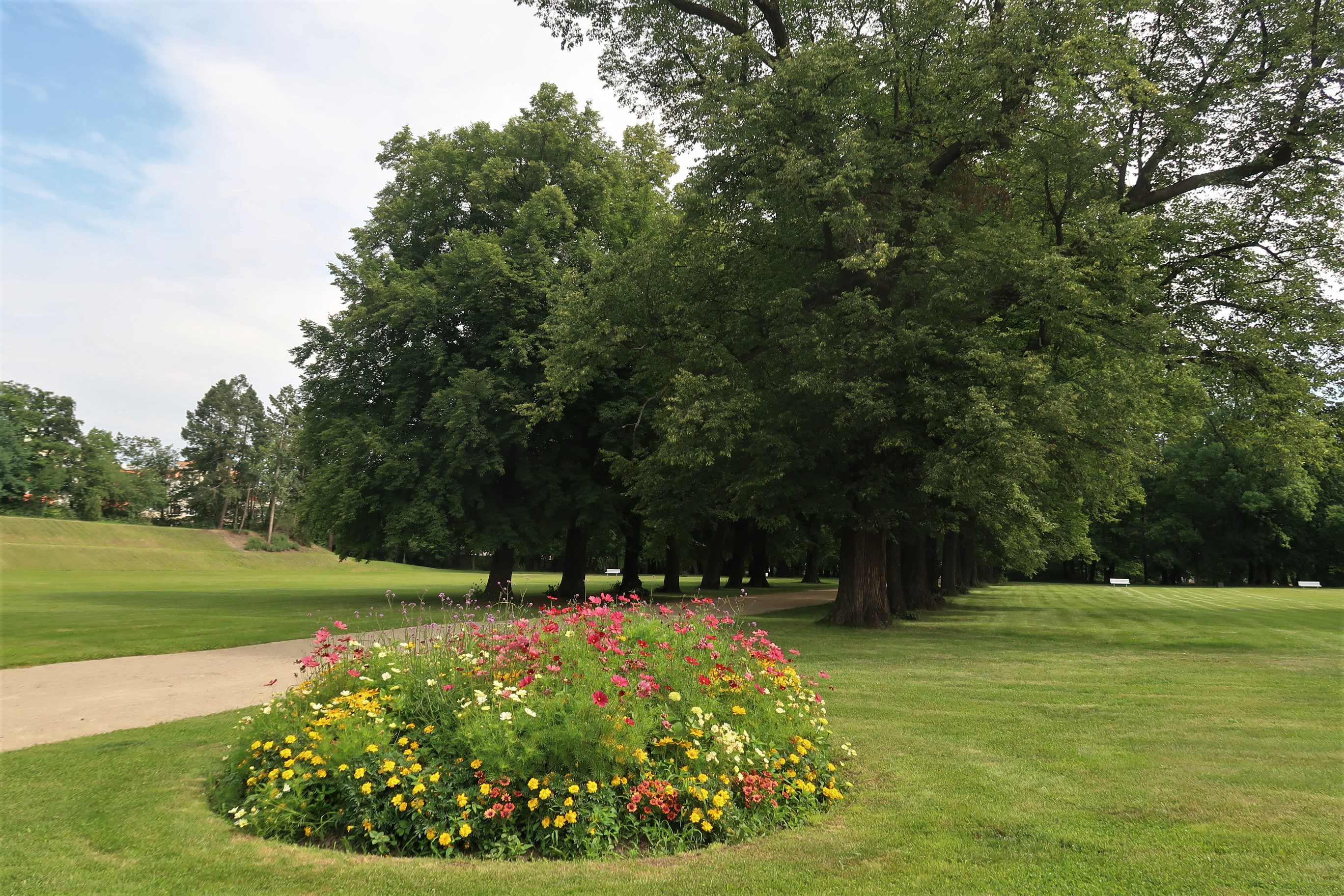
Zámecký park s lipovou alejí
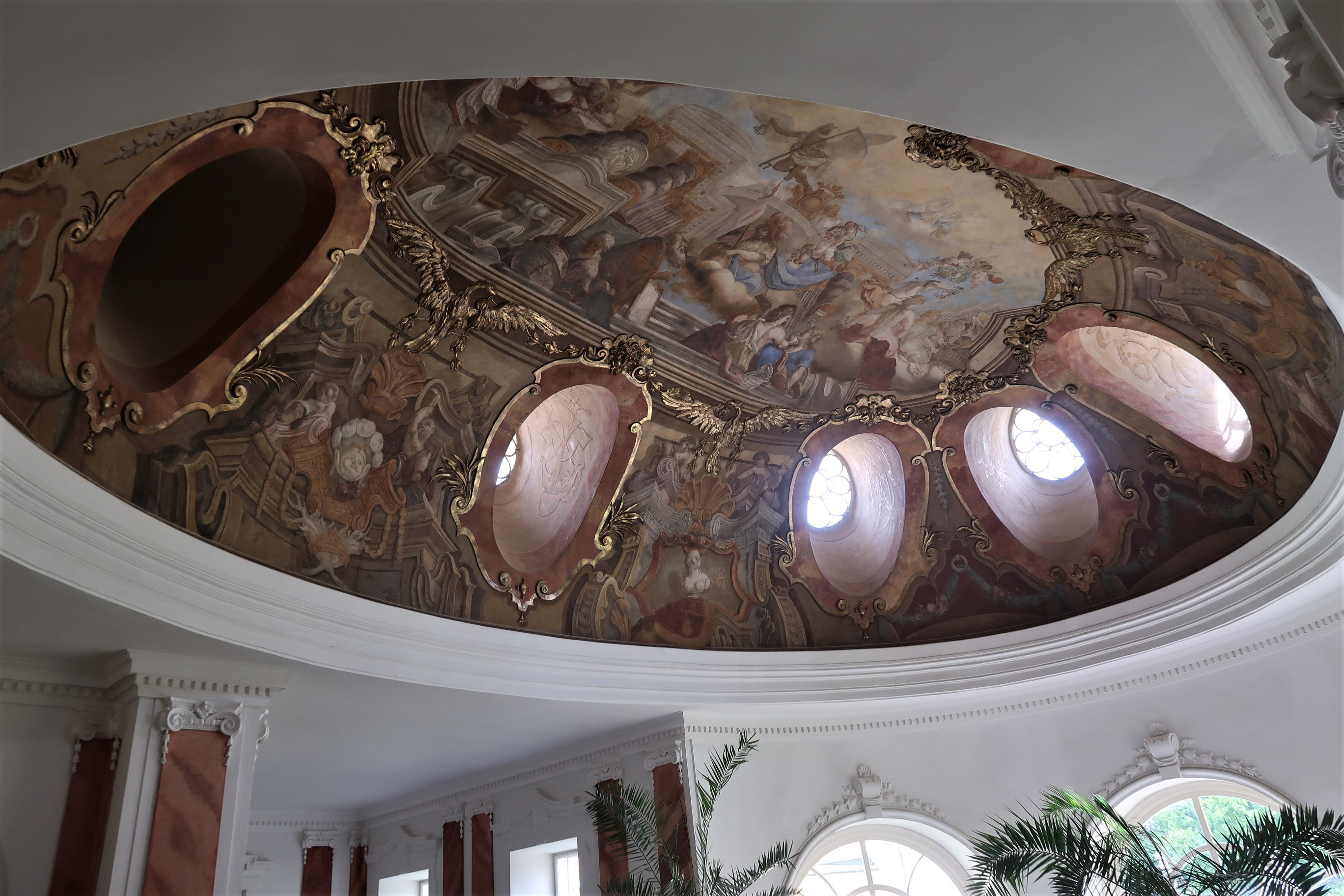
Vstupní vestibul s nástropní freskou od Jana Ferdinanda Schora
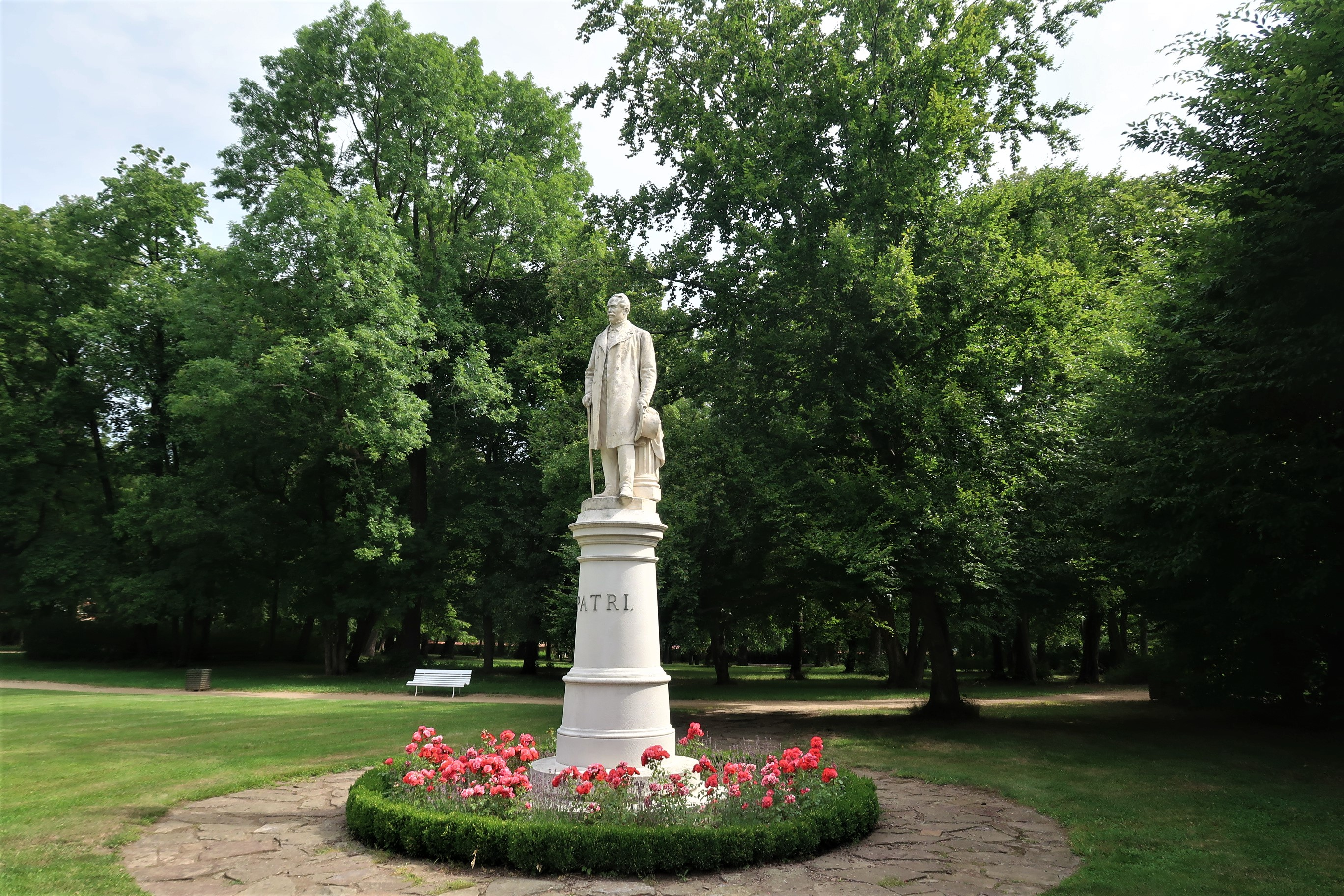
Socha Fridricha Viléma Hesenského, majitele zámku 1852–1875
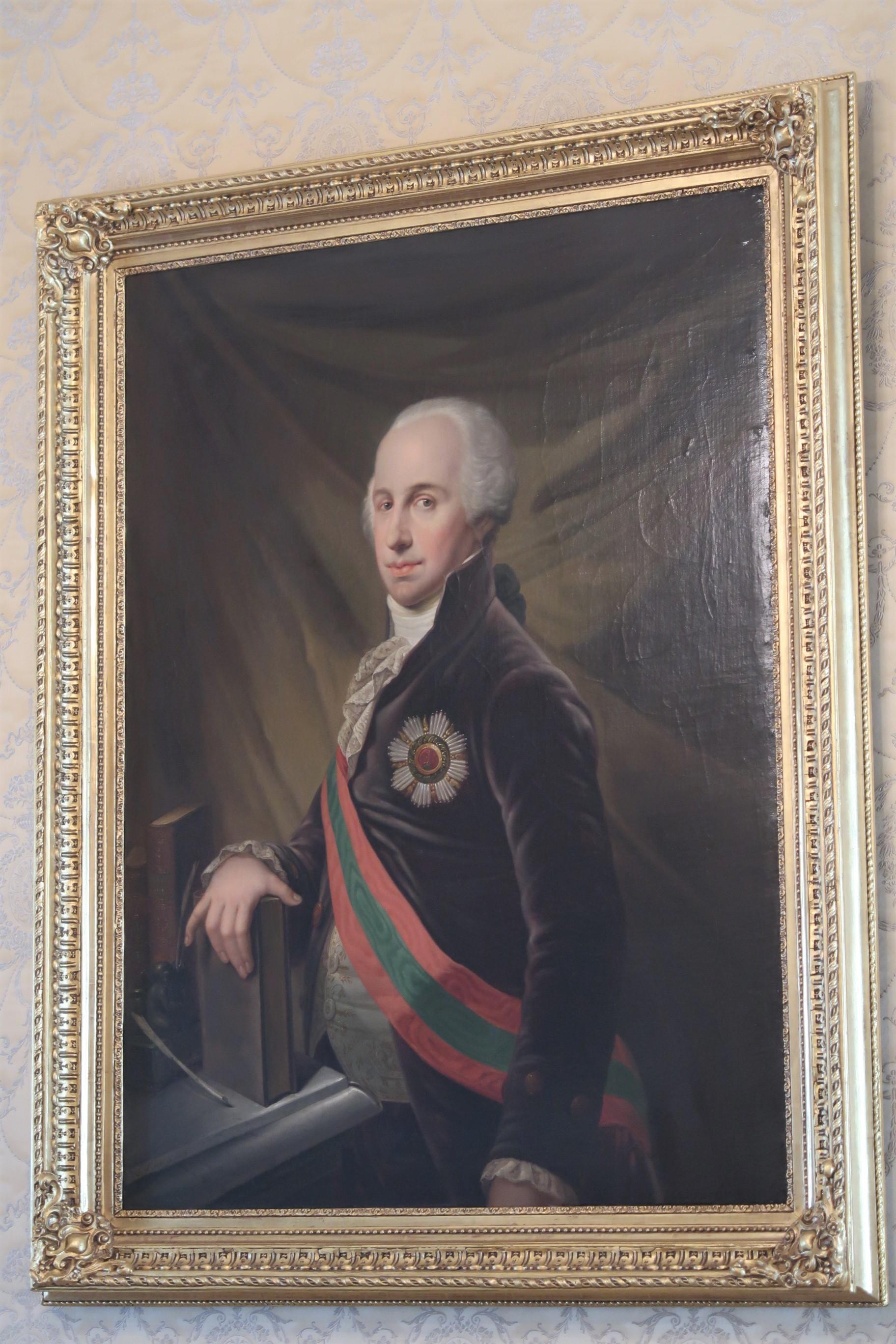
Portrét hraběte Rudolfa z Vrbna, majitele zámku 1789–1823
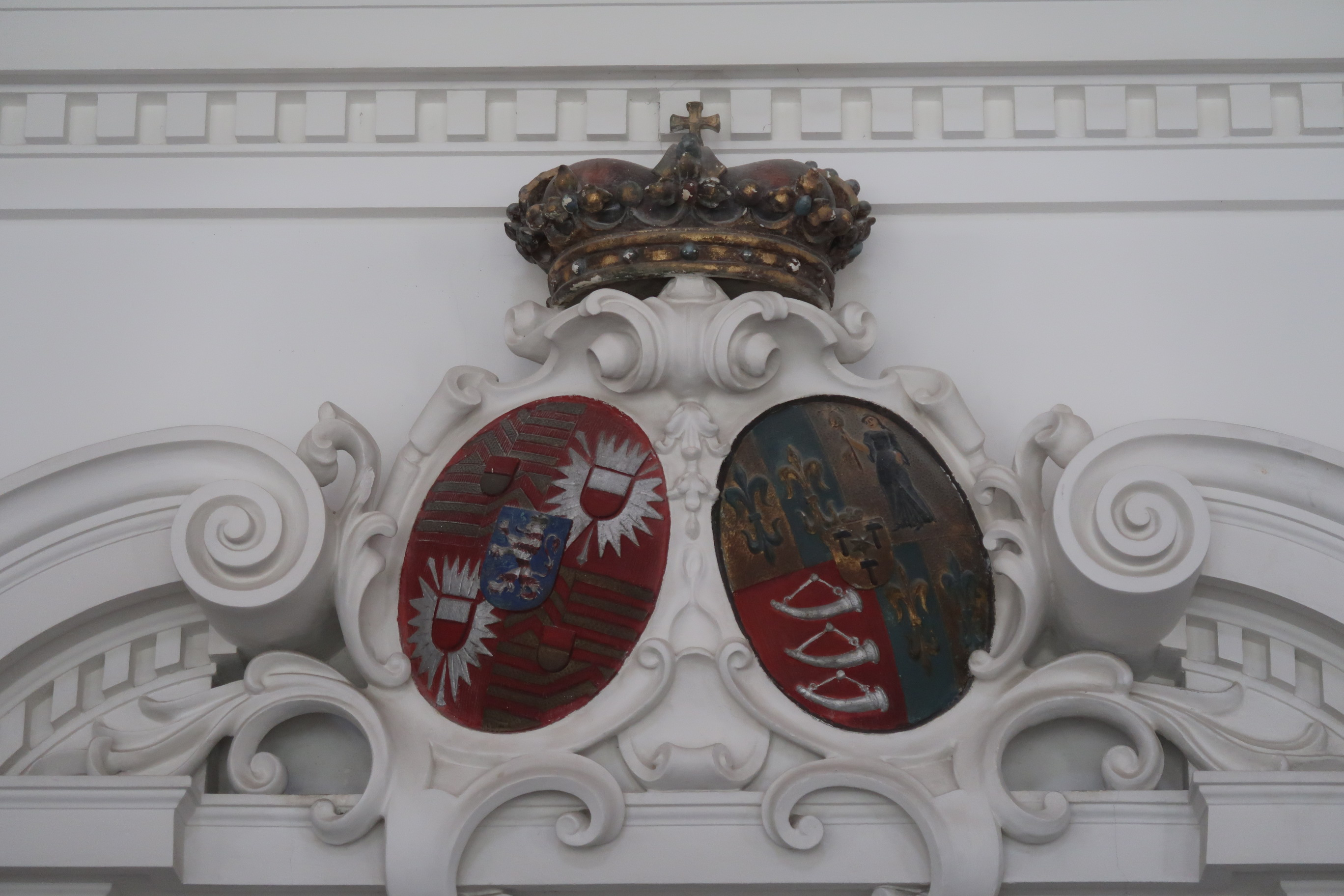
Erb posledního majitele hraběte Heinricha ze Schaumburgu a jeho manželky Marie Terezie, rozené Fuggerové, ve vstupním vestibulu
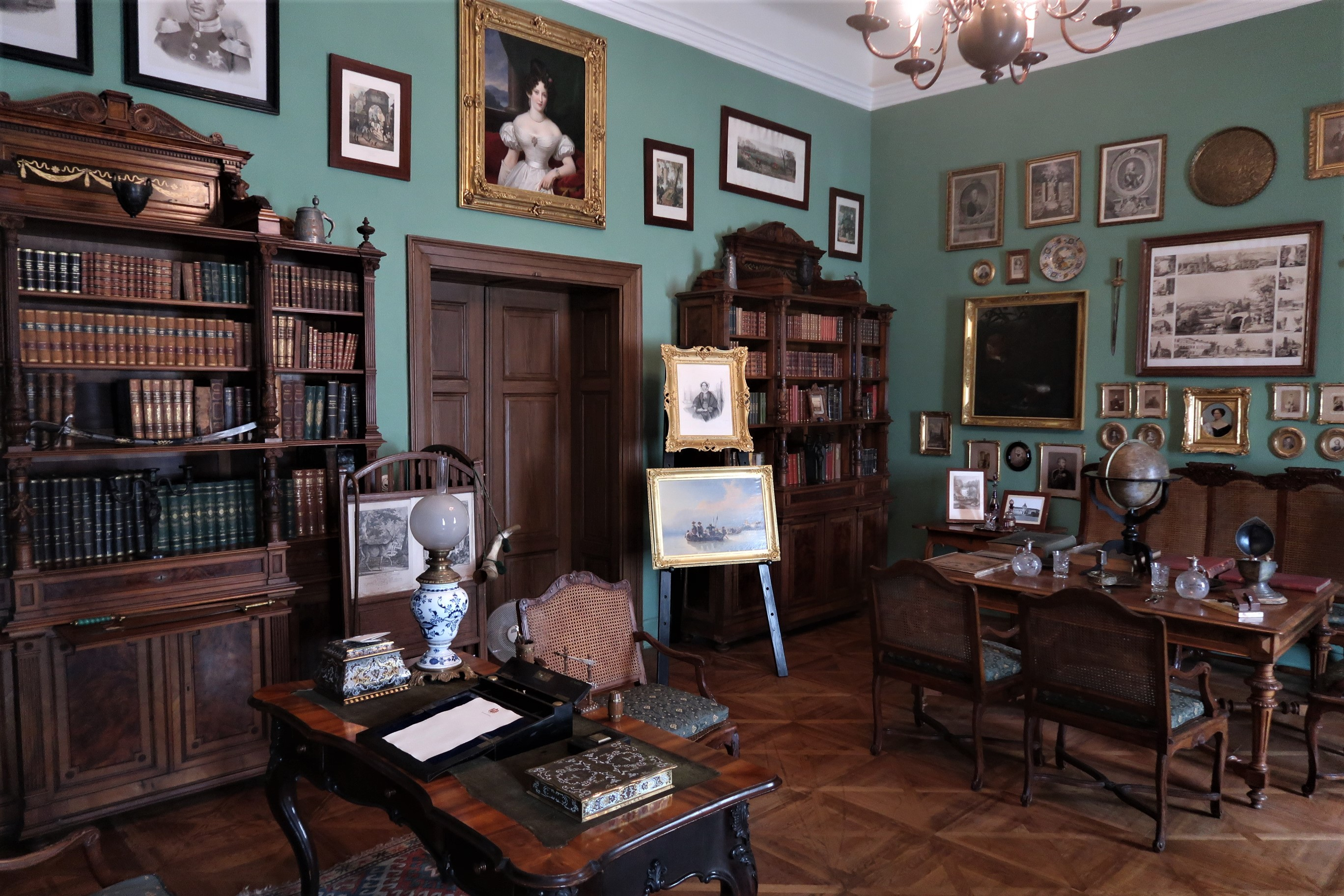
Apartmá knížat z Hanau, knihovna
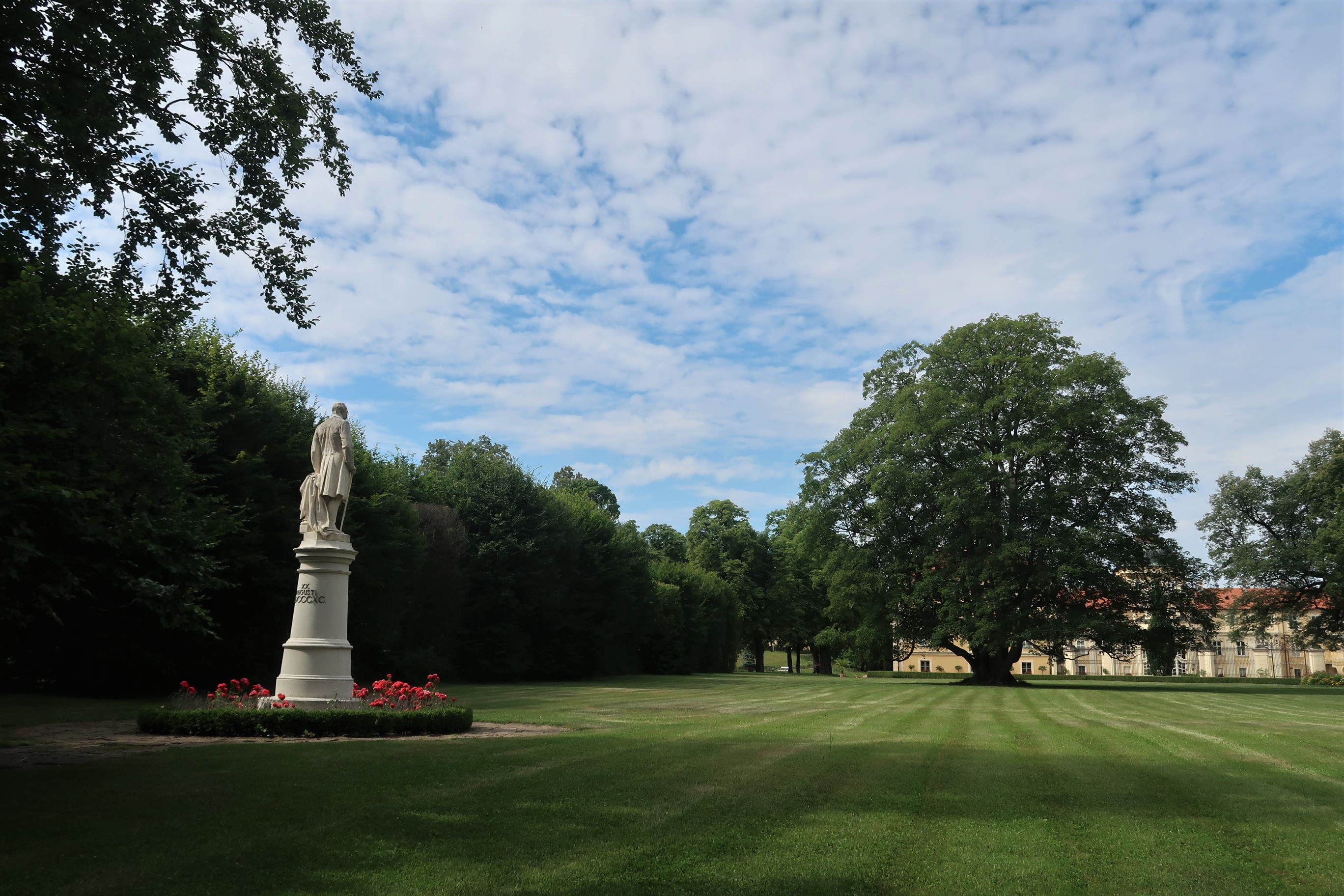
Zámecký park
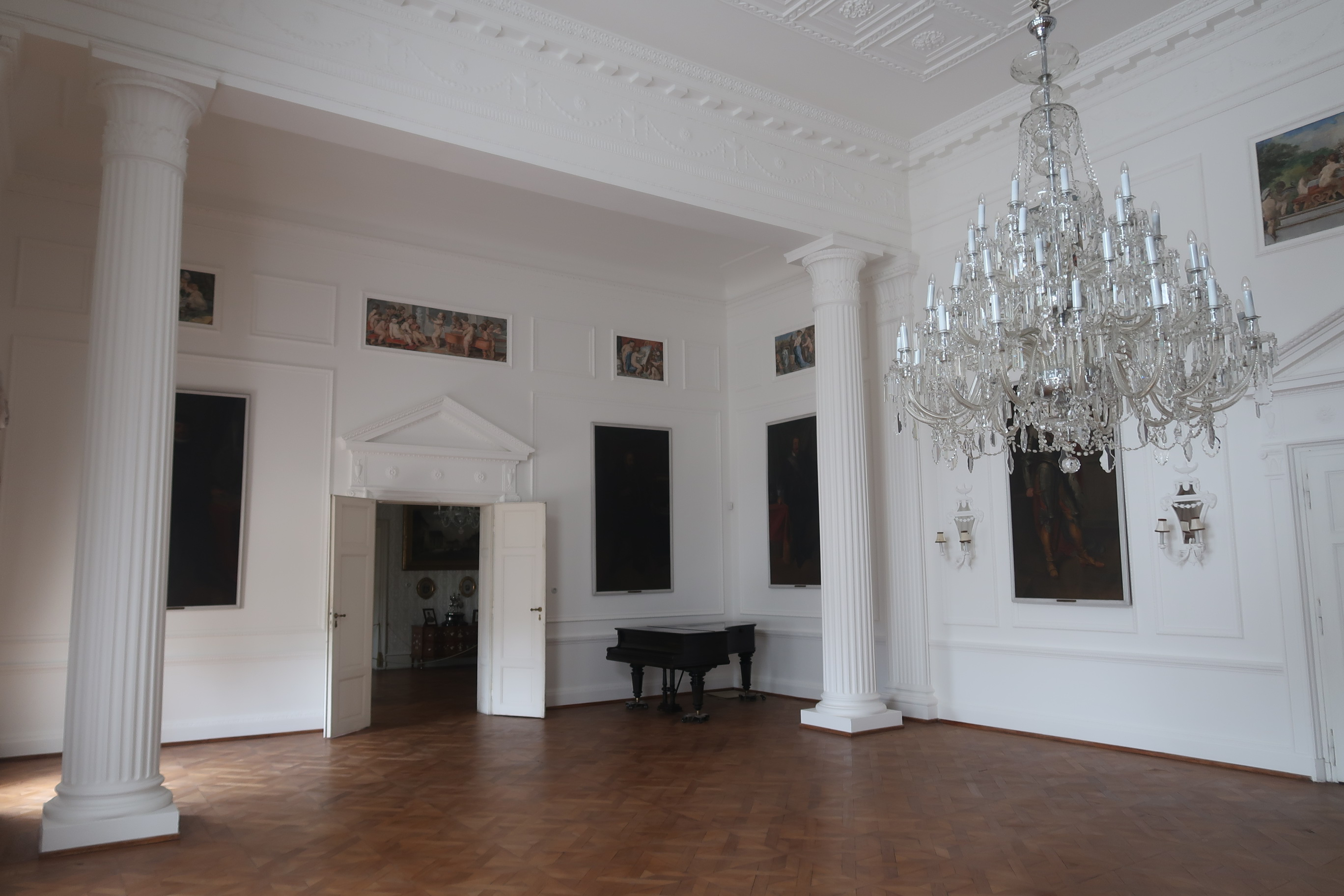
Hlavní sál
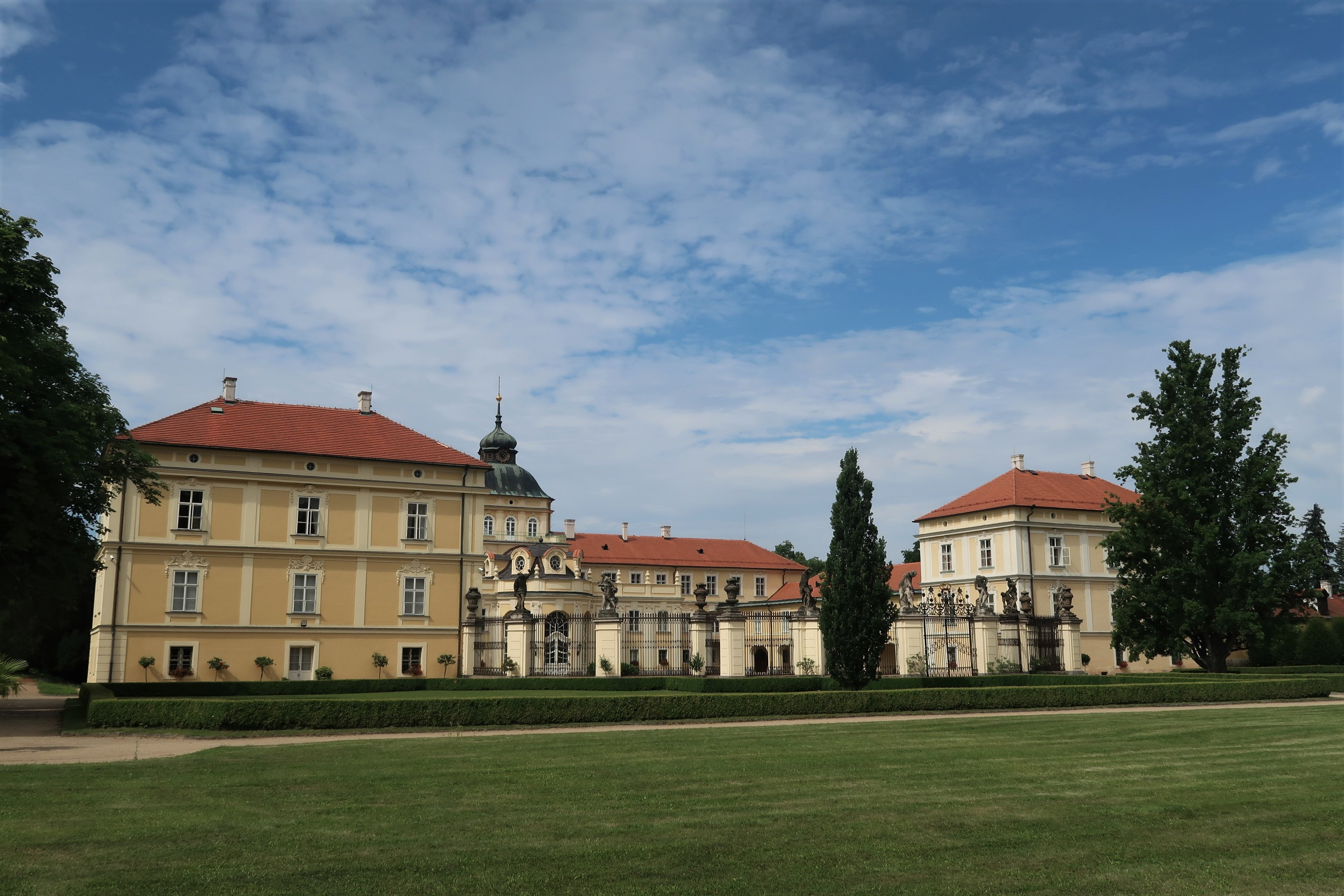
Pohled na zámek z parku
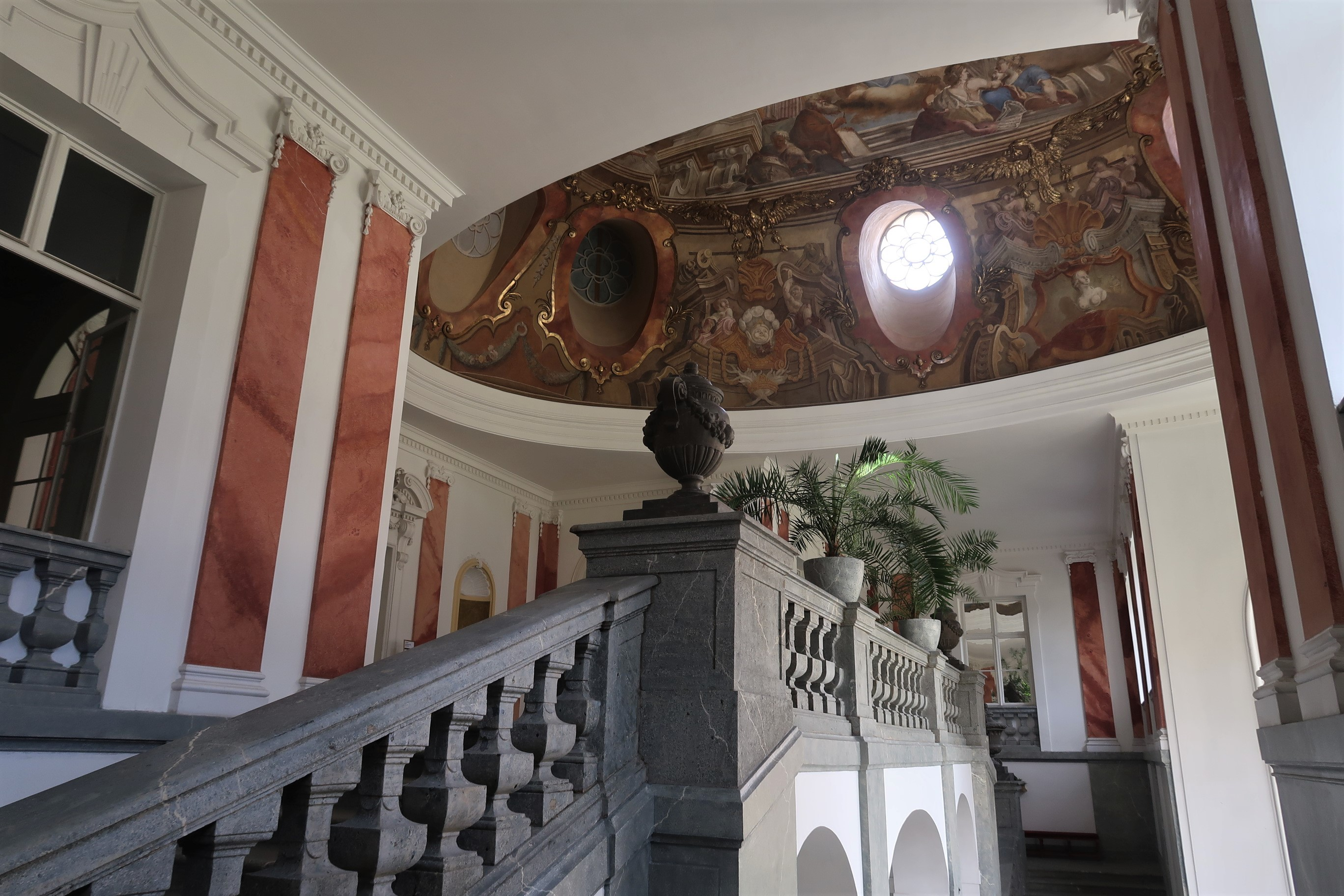
Schodiště ve vstupním vestibulu
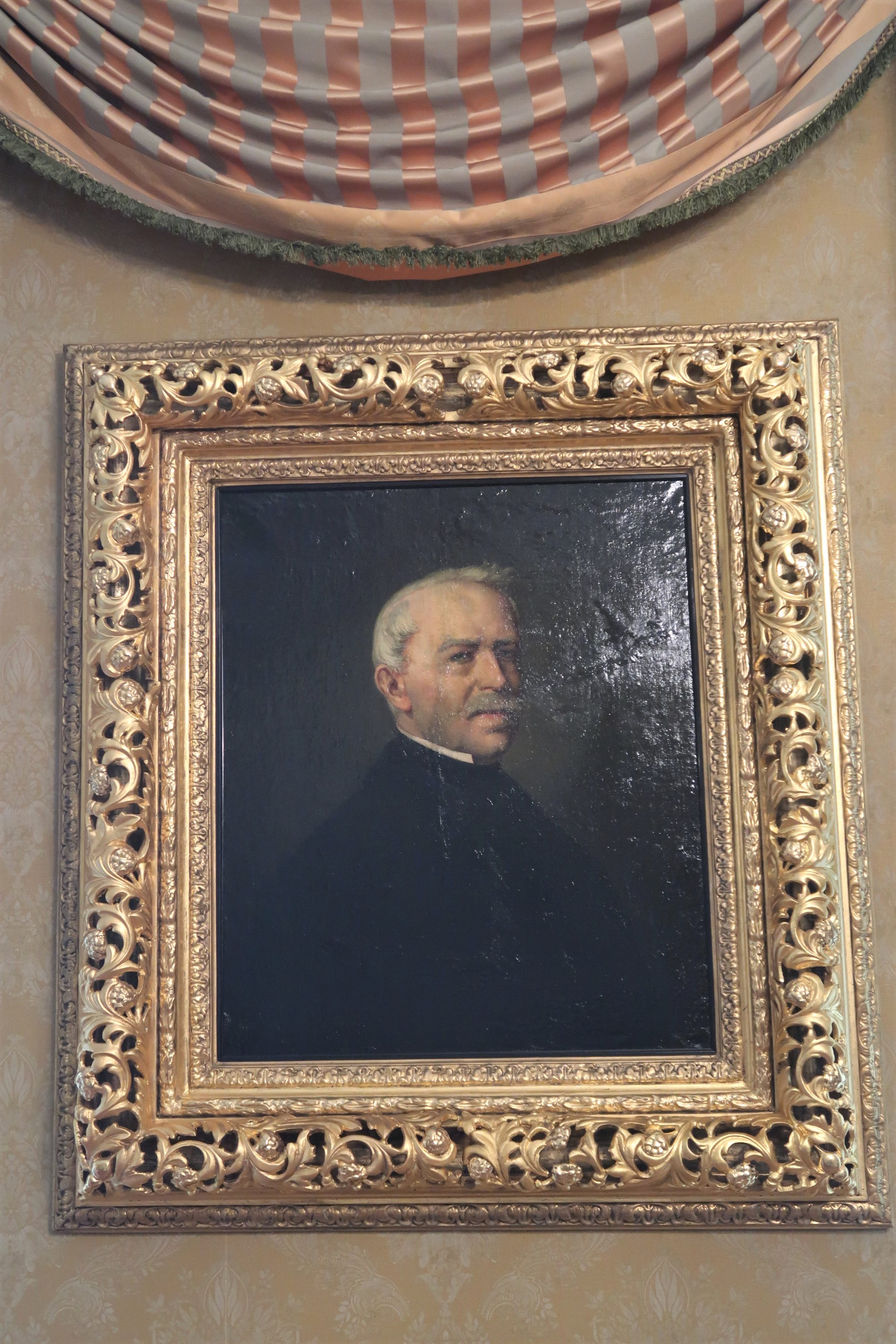
Portrét Fridricha Viléma Hesenského
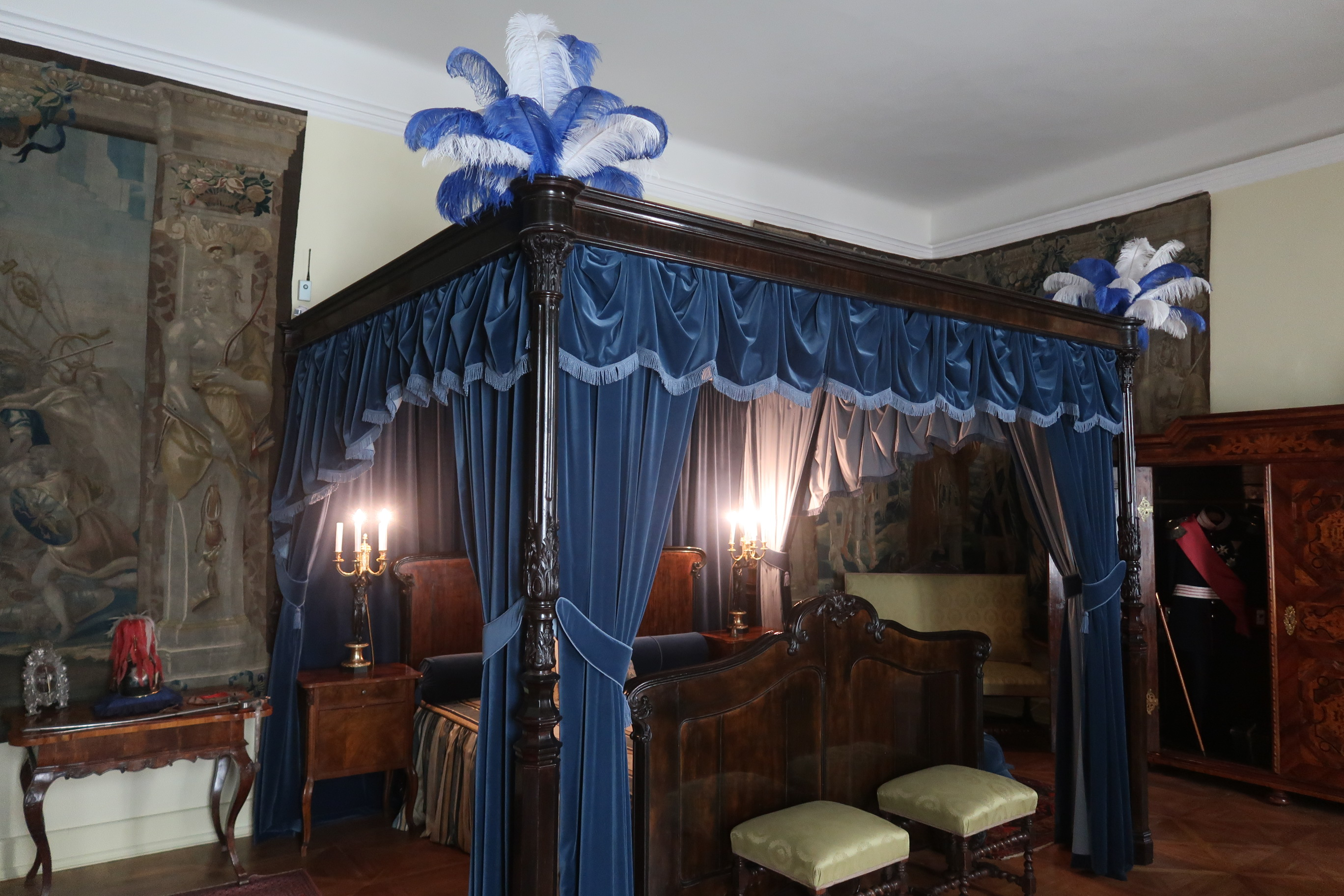
Ložnice Fridricha Viléma Hesenského
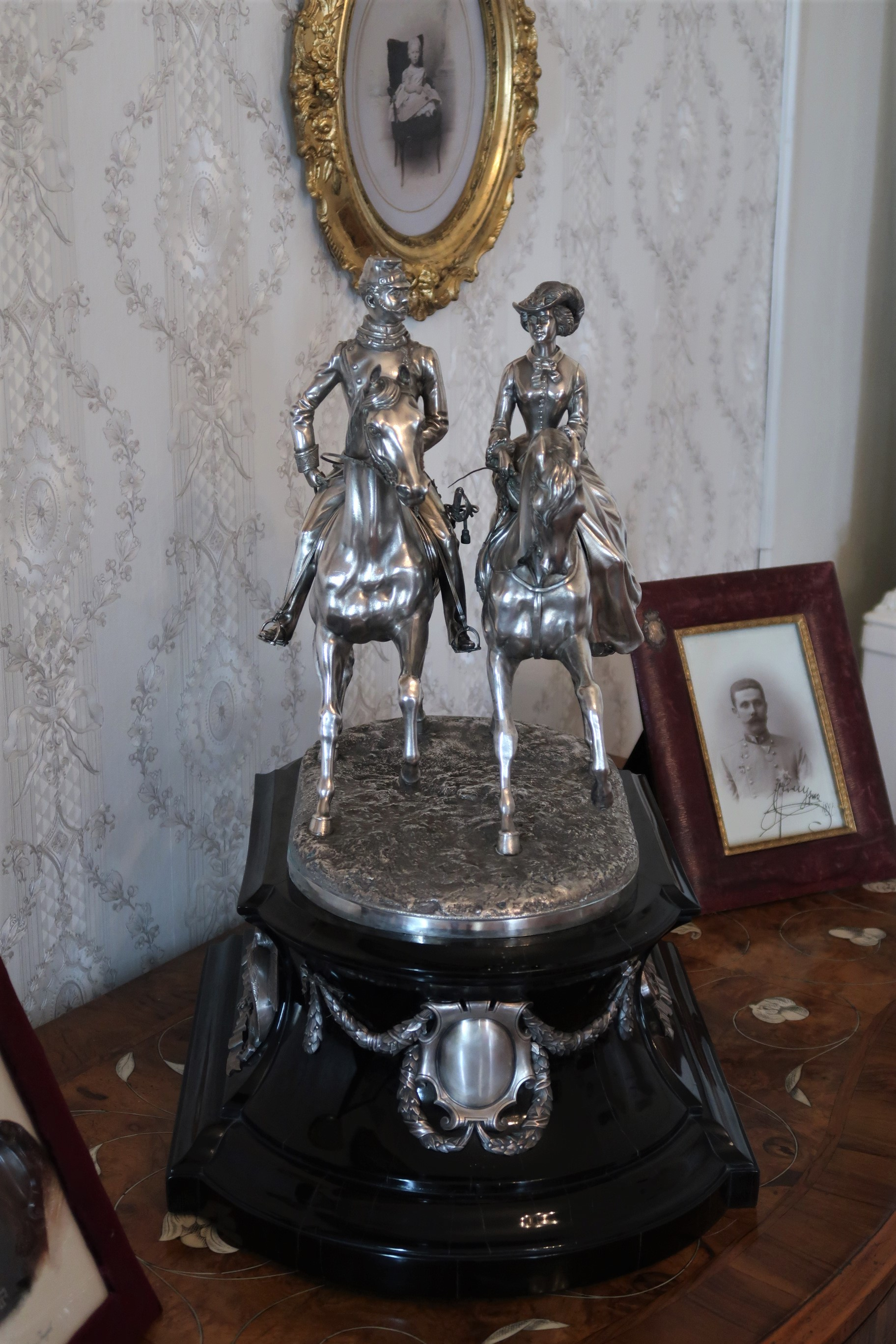
Sousoší císaře Františka Josefa a jeho manželky Sissi, součást stříbrného pokladu knížat z Hanau
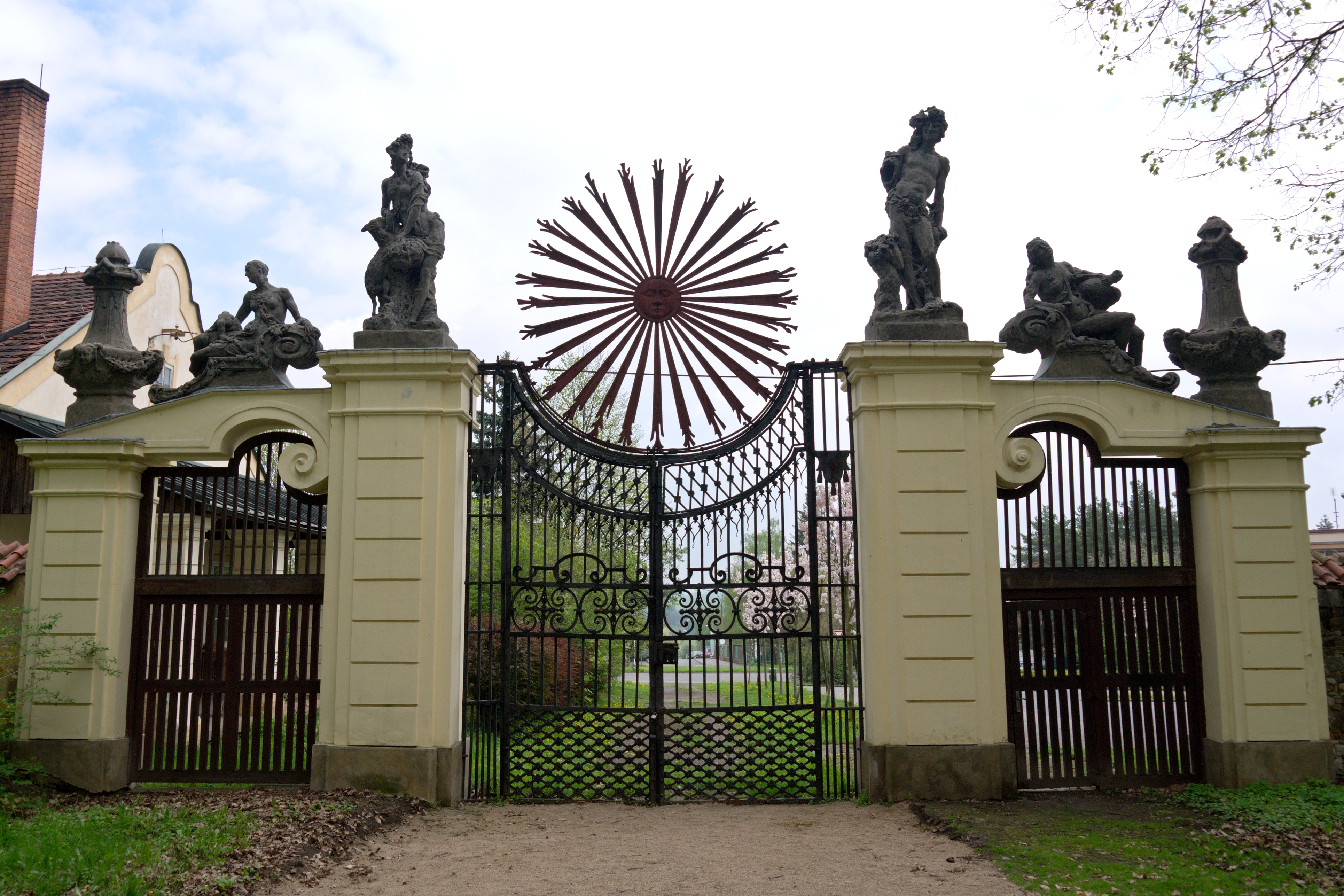
Sluneční brána
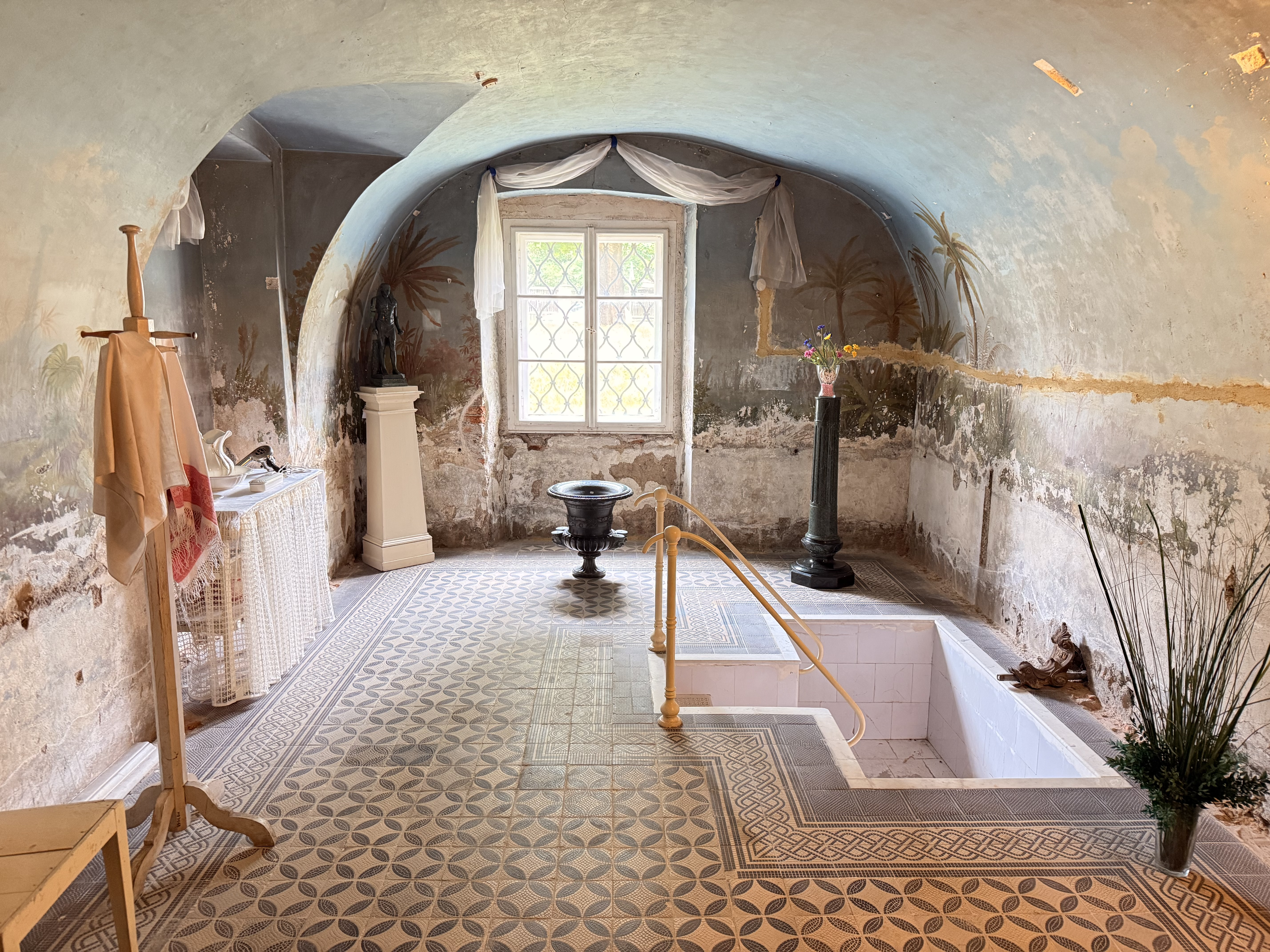
Lázeňská místnost